# 上林弥彦
上林 弥彦（かんばやし やひこ、1943年2月15日 - 2004年2月6日）は日本の計算機科学者。元京都大学大学院情報学研究科教授（兼研究科長）。「弥」の字は正確には旧字体の「彌」。

## 研究分野
社会的応用を念頭において、分散情報システムの基礎技術である分散データベース技術、グループウェア技術について主に研究。また、応用分野としては特に分散教育と地理情報システムについて取り扱う。データベースの基礎、グループウェア技術、計算機による遠隔教育支援、地理データベース、論理設計手法の改良とデータベースとの統合、ウェブウェアハウスの研究を推進した。
同教授が室賀三郎教授（イリノイ大学）と共同開発したトランザクション法と呼ばれる論理設計方式は日本およびアメリカ合衆国の主要な開発者に用いられている。
初代日本データベース学会会長、平成14年京都大学21世紀COE「知識社会基盤構築のための情報学拠点形成」拠点リーダなどを務めたるかたわら、未踏ソフトウェア創造事業の創立、アラン・ケイの日本への招聘などに携わった。
なお、WEB情報システムに関する国際会議”International Conference on Web Information Systems Engineering”においては、彼にちなんだ『上林賞』（上林弥彦最優秀論文賞、“The Yahiko Kambayashi Best Paper Prize”）が、日本データベース学会においては『上林奨励賞』が、それぞれ毎年授与されている。

## 経歴
- 1965年（昭和40年） 京都大学工学部電子工学科卒業
- 1967年（昭和42年） 同大学院工学研究科電子工学専攻修士課程修了
- 1970年（昭和45年） 同博士課程修了。工学博士。学位論文 "Several classes of sequential machines, languages and related systems（順序回路,言語および関連した系のいくつかのクラスについて）"、京都大学大型計算機センター助手
- 1971年（昭和46年） イリノイ大学Visiting Research Associate
- 1973年（昭和48年）
  - 3月 京都大学工学部助手
  - 12月 同講師
- 1976年（昭和51年） 同助教授
- 1978年（昭和53年） マッギル大学（カナダ）客員教授
- 1984年（昭和59年） 武漢大学（中国）客員教授、九州大学工学部教授
- 1990年（平成2年） 京都大学工学部教授
- 1994年（平成6年） 同大学院工学研究科教授
- 1998年（平成10年） 京都大学大学院情報学研究科教授
- 2003年（平成15年） 同研究科長
- 2004年（平成16年） 脳内出血のため60歳で死亡。叙正四位、瑞宝中綬章

## 受賞等
- 1975年（昭和50年） 電子通信学会米沢賞
- 1983年（昭和58年） 日本科学技術情報センター丹羽賞
- 1987年（昭和62年） 電子情報通信学会著述賞
- 1995年（平成7年） ACM SIGMOD Contribution Award
- 1999年（平成11年） Twentieth Century Achievement Award: The International Institute for Advanced Studies in Systems Research and Cybernetics．
- 2004年（平成16年） 情報処理学会 2003年度（平成15年度）顕功賞

## 所属学会
- ACM
- 電子情報通信学会
- 日本ソフトウェア科学会
- 人工知能学会
- 日本データベース学会
- IEEE フェロー
- 情報処理学会フェロー
- 電子情報通信学会フェロー

## 著述
- 『データベース（ソフトウェア講座）』（昭晃堂）
- 『最近のデータベース・システムとその応用』（共立出版）
- 『巨大データの世界（情報フロンティアシリーズ）』（共立出版）
- 『コンピュートロール』（コロナ社）
- 『情報科学の基礎理論』（昭晃堂）

（共著）
- 『データベース』（オーム社）
- 『コンピュータと人間の共生―コンピュータによる障害者支援の展望』（コロナ社）
- 『ハイパーメディアとオブジェクトベース』（共立出版）

（記事）
- Bookガイド -私の書棚から- 13 関係データベース理論編 bit/September 1996/Vol.28, No.9（共立出版）

## 公益活動等
- 日本データベース学会初代会長
- 電子情報通信学会情報システムソサイエティ会長
- 通商産業省技術審議会大型技術開発部会分科会専門委員
- 科学技術庁科学技術会議専門委員
- 科学技術庁 科学技術情報流通体制分科会委員
- 総務庁総合科学技術会議専門委員
- 文部科学省情報科学技術・学術審議会委員
- 文部科学省科学技術政策研究所 科学技術動向研究センター
- 文化庁 文化審議会著作権分科会専門委員
- 日本科学技術情報センター情報科学技術委員会委員
- ACM 日本支部副支部長
- NTTコミュニケーションズ科学研究所シニアアドバイザ
- 科学技術情報振興賞選考委員会委員
- 日本学術会議 情報学研究連絡委員会委員
- 工学教育委員会委員
- 京都市「情報新世紀・京都21」推進懇談会委員
- （財）比較法研究センター 評議員
- （財）情報科学国際交流財団評議員
- 国際高等研究所 情報・出版委員会委員
- （財）ソフトウェア工学研究財団評議員
- （財）ソフトウェア情報センター評議員
- 京都市21世紀産業振興ビジョン策定委員会委員
- 科学技術専門家ネットワーク専門調査員